# 阿列克謝·科兹羅夫
阿列克謝·科兹羅夫（俄语：Алексей Анатольевич Козлов；1986年12月25日—），是一名俄羅斯職業足球員，現時效力俄羅斯足球超級聯賽球隊羅斯托夫足球俱樂部和俄羅斯國家足球隊。2007年，他代表卡馬斯卡馬河畔切爾尼於俄羅斯全國足球聯賽首次上陣。

## 國家隊生涯
2013年6月7日，高斯洛夫首次為俄羅斯國家足球隊上陣，時任俄羅斯隊領隊在2014年國際足協世界盃外圍賽對陣葡萄牙國家足球隊的比賽中，於第31分鐘派遣高斯洛夫後備入替受傷的。
2014年6月2日，高斯洛夫入選了俄羅斯隊的最終23人名單參加2014年世界盃。